# Surendrapuri

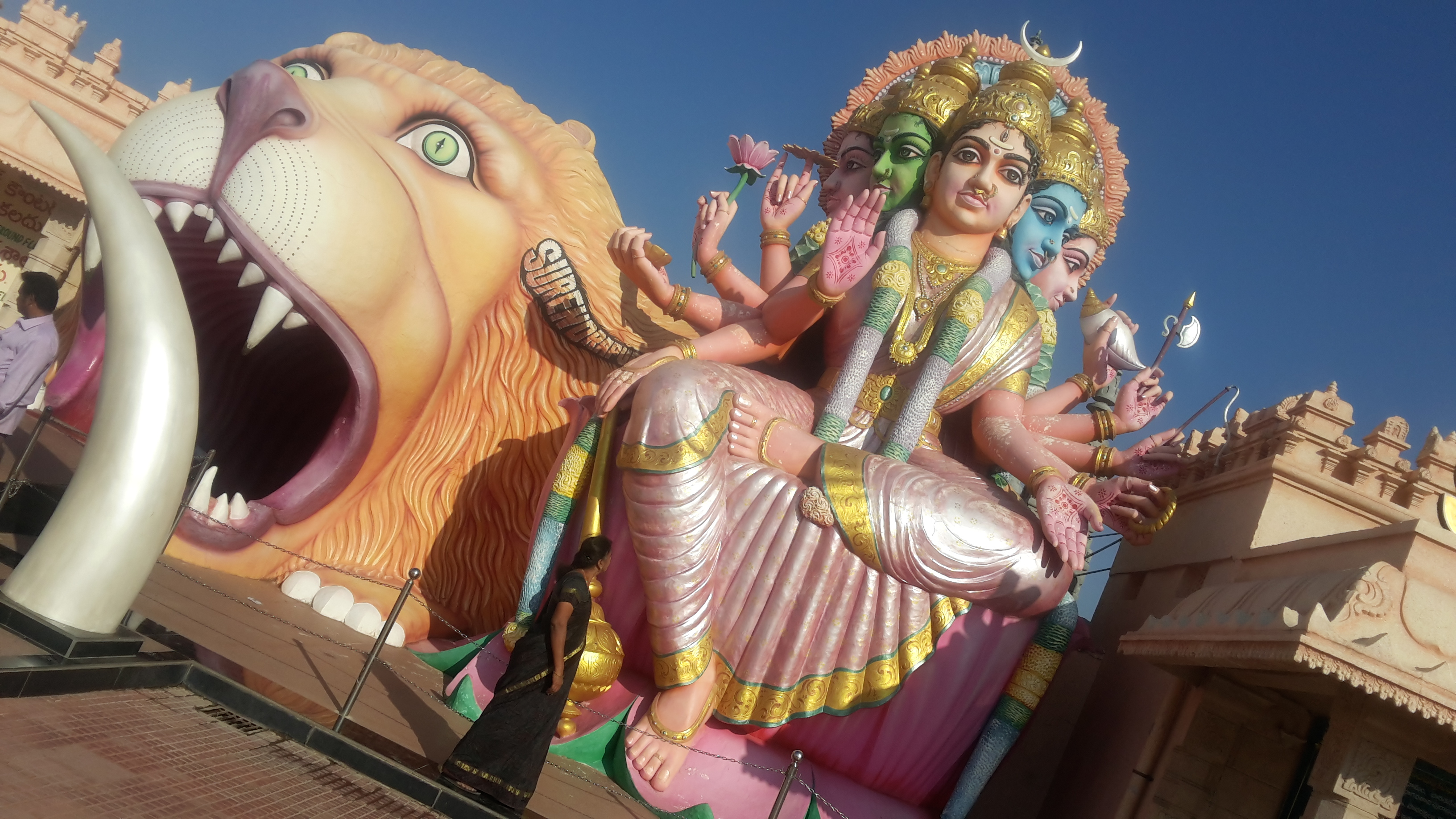
Surendrapuri – Göttin Durga auf ihrem Reittier (vahana), dem Löwen

Surendrapuri ist ein im Jahr 2009 eröffneter hinduistischer Themenpark im indischen Bundesstaat Telangana.

## Lage
Der Surendrapuri-Themenpark liegt knapp 60 km (Fahrtstrecke) nordöstlich der Millionenstadt Hyderabad bei der Kleinstadt Yadagirigutta, die selbst über mehrere ältere Tempelbauten verfügt.

## Anlage
Der insgesamt etwa 3 km lange Weg durch den Themenpark berührt die Bereiche „Tempel“, „Epen“, „alte Schriften“ (puranas) und „Himmelswelten“ (saptalokas); er umfasst zahlreiche Strukturen und ca. 3000 farbig gefasste Figuren aus den verschiedensten Materialien.